# إدارة الانتفاع
إدارة الانتفاع (بالإنجليزية: Utilization management) أو مراجعة الانتفاع هي استخدام تقنيات الرعاية المدارة كالتصريح المسبق الذي يسمح للدافعين، بالأخص شركات التأمين الصحي، بإدارة تكلفة مزايا الرعاية الصحية من خلال تقييم مدى ملاءمتها قبل تقديمها باستخدام معايير أو قواعد إرشادية مسندة بالدليل.
جادل النقاد بأنه إذا كان خفض التكاليف من قبل شركات التأمين هو محور استخدامها لمعايير إدارة الانتفاع، فقد يؤدي ذلك إلى تقنين الرعاية الصحية عن طريق الحرمان المفرط منها وكذلك رفض الدفع الاسترجاعي أو التأخير في الرعاية أو المخاطر المالية غير المتوقعة للمرضى.

## النواحي
إن إدارة الانتفاع كما حددتها لجنة معهد الطب (آي أو إم) لإدارة الانتفاع من قبل أطراف ثالثة (1989؛ آي أو إم هو الآن الأكاديمية الوطنية للطب) هي «مجموعة من التقنيات المستخدمة من قبل مشتري مزايا الرعاية الصحية أو بالنيابة عنهم لإدارة تكاليف الرعاية الصحية من خلال التأثير على اتخاذ قرارات رعاية المرضى عبر تقييم كل حالة على حدة لمدى ملاءمة الرعاية قبل تقديمها». مراجعة الانتفاع مرادفة لإدارة الانتفاع أو جزء منها (اعتمادًا على كيفية استخدام المصطلحات).
إدارة الانتفاع هي تقييم الملاءمة والضرورة الطبية لخدمات وإجراءات ومرافق الرعاية الصحية وفقًا لمعايير أو قواعد إرشادية مسندة بالدليل، وبموجب أحكام خطة التأمين الصحي المعمول بها. عادةً ما تتناول إدارة الانتفاع الأنشطة السريرية الجديدة أو قبولات المرضى الداخليين بناءً على تحليل الحالة. ولكن هذا قد يتعلق بتوفير الرعاية المستمر، لا سيما في حالة المرضى الداخليين.
تعد خطة تخريج المرضى والتخطيط المتزامن والترخيص المسبق والاستئناف للحالات السريرية إجراءات استباقية في إدارة الانتفاع. تغطي أيضًا العمليات الاستباقية، كالمراجعات السريرية المتزامنة ومراجعات الأقران وكذلك الالتماسات التي يقدمها المزود أو الدافع أو المريض. يتألف برنامج إدارة الانتفاع من الأدوار والسياسات والعمليات والمعايير.